# Antonín z Amandoly
Blahoslavený Antonín Migliorati z Amandoly, O.S.A. (17. ledna 1355, Amandola – 25. ledna 1450, Amandola) byl italský katolický kněz a člen řádu Augustiniánů.

## Život
Narodil se 17. ledna 1355 v Amandole v provincii Ascoli Piceno Simplicianu Miglioratimu. Úcta ke sv. Mikuláši Tolentinskému ho přimělo vstoupit do řádu augustinánů a poté byl vysvěcen na kněze. Byl velmi pokorný, poslušný a měl apoštolskou horlivost. Asi dvanáct let žil v klášteře v Tolentinu, pak nějakou dobu v Bari a poté se vrátil zpět do Amandoly. Zde byl jmenován představeným kláštera, a začal stavit nový kostel a klášter, ale smrt mu zabránila v dostavbě kostela a kláštera. Zemřel 25. ledna 1450 v Amandole. Poté byl kostel dostavěn a zasvěcen svatému Augustinu a poté byl přejmenován na Pamět[určitě?(typo,...)] svatého Antonína.
Úcta k němu začala už od jeho smrti. Je to zaznamenané v kronice města. Jeho tělo je vystaveno k veřejné úctě v Kostele svatého Augustina v Amandole. Dne 11. července 1759 byl papežem Klementem XIII. prohlášen za blahoslaveného.